# Canton de Saint-Amans-des-Cots
Le canton de Saint-Amans-des-Cots est une ancienne division administrative française située dans le département de l'Aveyron.

## Géographie
Ce canton était organisé autour de Saint-Amans-des-Cots dans l'arrondissement de Rodez. Son altitude variait de 226 m (Campouriez) à 952 m (Huparlac) pour une altitude moyenne de 709 m.

## Histoire
- De 1833 à 1840, les cantons de Saint-Amans et de Sainte-Geneviève avaient le même conseiller général. Le nombre de conseillers généraux était limité à 30 par département[1].

### Conseillers généraux de 1833 à 2015
| Période                                  | Période      | Identité                             | Étiquette          | Qualité |
| ---------------------------------------- | ------------ | ------------------------------------ | ------------------ | --- |
| 1833                                     | 1856 (décès) | Charles Denis Eustache Théodore Noël |                    | Avocat à Espalion |
| 1856                                     | 1867 (décès) | Henri Roquette                       |                    | Ancien conseiller d'arrondissement, propriétaire à Saint-Amans-des-Cots Procureur à Lyon puis Président du Tribunal de Première instance de Bordeaux |
| 1867                                     | 1883         | Alexandre Jalabert                   | Bonapartiste       | Ancien substitut du Procureur de la République à Épernay (Marne) Propriétaire, maire d'Huparlac (1877-1882)                                          |
| 1883                                     | 1913         | Louis Toulon                         | Républicain        | Médecin à Saint-Amans-des-Cots |
| 1913                                     | 1930 (décès) | Henri Roquette (fils d'H.Roquette)   | Républicain rallié | Avocat à Lille Député (1919-1924, 1928-1930) Propriétaire à Saint-Amans-des-Cots                                                                     |
| 1930                                     | 1940         | Jean-Joseph Gauzit (1890-1976)       | URD                | Notaire Maire de Saint-Amans-des-Cots (1920-1959) Nommé conseiller départemental en 1943                                                             |
|                                          |              |                                      |                    | |
| 1945                                     | 1967         | Jean-Joseph Gauzit                   | Droite             | Notaire Maire de Saint-Amans-des-Cots (1920-1959) |
| 1967                                     | 1998         | Victor Gauzit (1927-2012)            | RI puis UDF        | Chef d'entreprise, maire de Saint-Amans-des-Cots (1959-1995)                                                                                         |
| 1998                                     | 2004         | René Delmas                          | UDF puis UMP       | Architecte Maire de Saint-Amans-des-Cots (1995-2020)                                                                                                 |
| 2004                                     | 2015         | René Lavastrou                       | UMP                | Cadre supérieur Maire de Montézic (1995-2020) |
| Les données manquantes sont à compléter. |              |                                      |                    | |

### Résultats électoraux détaillés
- Élections cantonales de 2004 : René Lavastrou (UMP) est élu au premier tour avec 54,67 % des suffrages exprimés, devant René Delmas (UMP) (43,3 %) et Martial Cabantous (PCF) (2,03 %). Le taux de participation est de 79,99 % (1 655 votants sur 2 069 inscrits)[3].
- Élections cantonales de 2011 : René Lavastrou (UMP) est élu au premier tour avec 79,27 % des suffrages exprimés, devant Jean-Louis Stalder   (PS) (17,45 %) et Martial Cabantous  (PCF) (2,12 %). Le taux de participation est de 61,69 % (5 885 votants sur 9 540 inscrits)[4].

### Conseillers d'arrondissement (de 1833 à 1940)
Le canton de Saint-Amans faisait partie de l'arrondissement d'Espalion jusqu'en 1926, date de sa disparition.
| Période                                  | Période      | Identité                                              | Étiquette   | Qualité |
| ---------------------------------------- | ------------ | ----------------------------------------------------- | ----------- | --- |
| 1833                                     | 1835 (décès) | Étienne Castel (1767-1835)                            |             | Notaire, maire de Saint-Amans-des-Cots de 1830 à 1835                                                                                       |
| 1835                                     | 1839 (décès) | Jean François Melchior Noël (1795-1839)               |             | Juge de paix, propriétaire cultivateur à Huparlac                                                                                           |
| 1839                                     | 1848         | Henri Roquette (1809-1867)                            |             | Avocat puis substitut du Procureur du Roi puis de la République à Espalion puis à Montpellier, propriétaire au Battut, Saint-Amans-des-Cots |
| 1852                                     | 1864 (décès) | Jean-Jacques Marc (1793-1864)                         |             | Notaire, maire de Campouriez (1820-1864) |
| 1864                                     | 1877 (décès) | Jean-Marie-Justin Marc (1835-1877, fils du précédent) |             | Notaire, maire de Campouriez de 1865 à 1877                                                                                                 |
| 1877                                     | 1895         | Victor Gauzit (1839-1924)                             |             | Géomètre-expert, notaire à Saint-Amans-des-Cots, suppléant du juge de paix                                                                  |
| 1895                                     | 1904         | Ferdinand Laurens                                     | Républicain | Maire de Saint-Amans-des-Cots de 1888 à 1904, Président du Conseil d'arrondissement                                                         |
| 1904                                     | 1919         | Bernard Maynier (1854-1931)                           |             | Propriétaire, maire de Saint-Amans-des-Cots de 1904 à 1917                                                                                  |
| 1919                                     | 1930         | Jean-Joseph Gauzit                                    | Libéral     | Notaire, maire de Saint-Amans-des-Cots de 1929 à 1959                                                                                       |
| 1930                                     | 1934         | Étienne Maynier (1889-1966, fils de B.Maynier)        |             | Propriétaire cultivateur à Borie-Haute, Saint-Amans-des-Cots                                                                                |
| 1934                                     | 1940         | François Saurel                                       | Droite      | Pharmacien à Saint-Amans-des-Cots |
| 1940                                     |              |                                                       |             | Les conseils d'arrondissement ont été suspendus par la loi du 12 octobre 1940 et n'ont jamais été réactivés                                 |
| Les données manquantes sont à compléter. |              |                                                       |             | |

## Composition
Le canton de Saint-Amans-des-Cots regroupait de six communes :
| Nom                              | Code Insee | Intercommunalité               | Superficie (km2) | Population (dernière pop. légale) | Densité (hab./km2) |
| -------------------------------- | ---------- | ------------------------------ | ---------------- | --------------------------------- | ------------------ |
| Saint-Amans-des-Cots (chef-lieu) | 12209      | CC Aubrac, Carladez et Viadène | 41,51            | 754 (2014)                        | 18                 |
| Campouriez                       | 12048      | CC Aubrac, Carladez et Viadène | 18,38            | 358 (2014)                        | 19                 |
| Florentin-la-Capelle             | 12103      | CC Aubrac, Carladez et Viadène | 36,80            | 288 (2014)                        | 7,8                |
| Huparlac                         | 12116      | CC Aubrac, Carladez et Viadène | 24,70            | 245 (2014)                        | 9,9                |
| Montézic                         | 12151      | CC Aubrac, Carladez et Viadène | 18,87            | 250 (2014)                        | 13                 |
| Saint-Symphorien-de-Thénières    | 12250      | CC Aubrac, Carladez et Viadène | 31,63            | 224 (2014)                        | 7,1                |

## Démographie

### Évolution démographique
En 2012, le canton comptait 2 175 habitants.
| 1962  | 1968  | 1975  | 1982  | 1990  | 1999  | 2006  | 2011  | 2012  |
| ----- | ----- | ----- | ----- | ----- | ----- | ----- | ----- | ----- |
| 3 467 | 3 049 | 2 795 | 2 858 | 2 436 | 2 242 | 2 228 | 2 197 | 2 175 |

### Âge de la population
La pyramide des âges, à savoir la répartition par sexe et âge de la population, du canton de Saint-Amans-des-Cots en 2009 ainsi que, comparativement, celle du département de l'Aveyron la même année sont représentées avec les graphiques ci-dessous.
La population du canton comporte 50 % d'hommes et 50 % de femmes. Elle présente en 2009 une structure par grands groupes d'âge plus âgée que celle de la France métropolitaine. 
Il existe en effet 43 jeunes de moins de 20 ans pour cent personnes de plus de 60 ans, alors que pour la France l'indice de jeunesse, qui est égal à la division de la part des moins de 20 ans par la part des plus de 60 ans, est de 1,06. L'indice de jeunesse du canton est également inférieur à celui  du département (0,67) et à celui de la région (0,89).
| Hommes | Classe d’âge | Femmes |
| ------ | ------------ | ------ |
| 0,8    | 90 ans ou +  | 1,4    |
| 16,1   | 75 à 89 ans  | 17,8   |
| 21,1   | 60 à 74 ans  | 21,7   |
| 22,3   | 45 à 59 ans  | 21,6   |
| 15,9   | 30 à 44 ans  | 15,3   |
| 11,3   | 15 à 29 ans  | 9,1    |
| 12,5   | 0 à 14 ans   | 13,1   |

| Hommes | Classe d’âge | Femmes |
| ------ | ------------ | ------ |
| 0,6    | 90 ans ou +  | 1,7    |
| 10,2   | 75 à 89 ans  | 14,2   |
| 16,9   | 60 à 74 ans  | 17,5   |
| 21,6   | 45 à 59 ans  | 20,3   |
| 18,9   | 30 à 44 ans  | 17,8   |
| 15,1   | 15 à 29 ans  | 13,4   |
| 16,7   | 0 à 14 ans   | 15,1   |